# IF (film)
IF (Imaginary Friends; Nederlandse titel: Fantasievriendjes) is een Amerikaanse komische liveaction / animatie-fantasyfilm uit 2024, geschreven en geregisseerd door John Krasinski.

## Verhaal
Een meisje genaamd Bea en haar gekke buurman Cal duiken in de ongelooflijke wereld van Imaginary Friends (denkbeeldige vrienden), kortweg IF's. Alleen zij twee lijken het vermogen te hebben om deze wezens te zien. De twee avonturiers ontmoeten vele personages die hen meenemen op een reis vol fantasie en nostalgie. Onder de wezens bevinden zich de energieke reus Blue en de altijd zorgzame en bemoedigende vlinderdame Blossom.

## Rolverdeling
| Acteur               | Personage           |
| -------------------- | ------------------- |
| Cailey Fleming       | Bea                 |
| Ryan Reynolds        | Cal, Bea's buurman  |
| John Krasinski       | Dad, Bea's vader    |
| Fiona Shaw           | Margaret, Bea's oma |
| Alan Kim             | Benjamin            |
| Liza Colón-Zayas     | Janet               |
| Bobby Moynihan       | Jeremy              |
| Stemmen              |                     |
| Steve Carell         | Blue                |
| Phoebe Waller-Bridge | Blossom             |
| Louis Gossett jr.    | Lewis               |
| Awkwafina            | Bubble              |
| Emily Blunt          | Unicorn             |
| George Clooney       | Spaceman            |
| Bradley Cooper       | Ice                 |
| Matt Damon           | Flower              |
| Bill Hader           | Banana              |
| Richard Jenkins      | Art Teacher         |
| Keegan-Michael Key   | Slime               |
| John Krasinski       | Marshmallow         |
| Blake Lively         | Octopuss            |
| Sebastian Maniscalco | Magician Mouse      |
| Christopher Meloni   | Cosmo               |
| Matthew Rhys         | Ghost               |
| Sam Rockwell         | Guardian Dog        |
| Maya Rudolph         | Alligator           |
| Amy Schumer          | Gummy Bear          |
| Allyson Seeger       | Viola               |
| Jon Stewart          | Robot               |
| Brad Pitt            | Keith               |

De Nederlandse stemmen zijn ingesproken door: Jada Coppens (als Bea), Gijs Naber (als Calvin), Jeroen Spitzenberger (als Blue), Elise Schaap (als Blossom), Ruben Philips (als Benjamin), Hilde de Mildt (als Oma), Huub Dikstaal (als Papa) en Emmanuel Ohene Boafa (als Lewis). De overige Nederlandse stemmen zijn ingesproken door: Dennis Breekveld, Edna Kalb, Ewout Eggink, Florens Eykemans, Fred Meijer, Jasmine Sendar, Lotte Corba, Mark Omvlee, Melise de Winter, Ricardo Blei, Sanne Bosman, Thijs van Aken, Timothee Giesen, Vere Lotte Aries en Yael van Rosmalen. De Nederlandse nasynchronisatie is geregisseerd door Hilde de Mildt en vertaald door Mark Omvlee.

## Release
De film ging in première op 7 mei 2024 in de Cineworld Leicester Square in Londen.

## Ontvangst
Op Rotten Tomatoes heeft IF een waarde van 49% en een gemiddelde score van 5,50/10, gebaseerd op 180 recensies. Op Metacritic heeft de film een gemiddelde score van 46/100, gebaseerd op 38 recensies.